# Bandeira de Cambé
A bandeira de Cambé é de autoria do cambeense Evertone Sola. Foi escolhido através da realização de concurso ocorrido em 1967, por ocasião do vigésimo aniversário da emancipação política de Cambé, e foi oficializado, juntamente com o brasão, pela lei nº 26, de 3 de outubro de 1967.
A bandeira compõe-se de duas faixas que simbolizam as atividades da região, em desenvolvimento paralelo à riqueza principal: o café - representado por um grão, em moderna estilização, na cor de uma de suas fases (vermelha). O sentido vertical das faixas lembram a ascensão do município. O fundo branco é sinal do clima de paz e união, condicionadores essenciais do progresso.